# Apteroschmidtia popovi
Apteroschmidtia popovi är en insektsart som beskrevs av Marius Descamps 1973. Apteroschmidtia popovi ingår i släktet Apteroschmidtia och familjen Euschmidtiidae. Inga underarter finns listade i Catalogue of Life.